# 林家 (圍棋)
林家為日本江戶時代的圍棋四大家（本因坊家、安井家、井上家、林家）之一。
共世襲了十三世，後代棋士多認為林家為四大家之末，沒有名人，許多家督也都是由其他家過繼或是由其他家指導出來的，最後併入本因坊家。
林家的家督多有承襲先祖的名字，是以要做區別多用第幾世或是繼任家督前的名字。因林家歷代少有高手入門，最後因本因坊家財政吃緊，林家財產頗豐，秀榮（為十四世本因坊秀和的次子，過繼到林家）乾脆就將林家併入本因坊家。

## 历代林家家督
| 家督／迹目         | 名                 | 出生年 | 去世年 | 幼名 | 棋力   |
| ------------------ | ------------------ | ------ | ------ | ---- | ------ |
| 元祖林利玄         | 元祖林利玄         | 1565年 | 1623年 | 不詳 | 不詳   |
| 第一世林門入齋     | [ 5 ]              | 1583年 | 1667年 |      | 準名人 |
| 第二世林門入       | 第二世林門入       | 1640年 | 1686年 | 不詳 | 六段   |
| 第三世林門入       | 玄悅               | 1675年 | 1719年 |      | 五段   |
| 第四世林門入       | 、因竹             | 1670年 | 1740年 |      | 準名人 |
| 第五世林門入       | 因長               | 1690年 | 1745年 |      | 準名人 |
| 第六世林門入       | 門利               | 1707年 | 1746年 |      | 上手   |
| 第七世林門入       | 轉入               | 1730年 | 1757年 | 不詳 | 上手   |
| 第八世林門入       | 佑元               | 1733年 | 1798年 |      | 上手   |
| 第九世林門悅       | 第九世林門悅       | 1756年 | 1813年 |      | 上手   |
| 第十世林門入       | 鐵元               | 1785年 | 1819年 |      | 六段   |
| 第十一世林元美     | 第十一世林元美     | 1778年 | 1861年 |      | 準名人 |
| 第十二世林門入     | 柏榮               | 1805年 | 1864年 |      | 上手   |
| 第十二世林跡目有美 | 第十二世林跡目有美 | 1831年 | 1862年 |      | 六段   |
| 第十三世林秀榮     | 第十三世林秀榮     | 1852年 | 1907年 |      | 五段   |

## 外部連結
日本圍棋故事